# Compañía Easy (DC Comics)
La Compañía Easy (traducido del inglés como Compañía Fácil) es un equipo de soldados ficticios creados por la editorial DC Comics, apareciendo como una unidad de infantería de la Segunda Guerra Mundial pertenecientes al Ejército de los Estados Unidos, liderada por el célebre sargento Rock. El grupo apareció por primera vez en Our Army at War #81 (noviembre de 1959), y fue creado por Bob Haney y Ross Andru.

## Historia sobre la Publicación
En sus historias, la unidad vio la acción en cada zona de combate en escenario europeo. A diferencia de las unidades reales, esta unidad tiene al menos un miembro afroamericano, que fue un desafío a la segregación racial política del Ejército en ese momento.
En la novela gráfica Entre el infierno y la pared (Between Hell and a Hard Place), el sargento Rock explicó que les dieron apodos sus hombres de la Compañía Easy debido a que durante la batalla, se les exigiría que debían hacer cosas en la que sus identidades civiles no podrían ser capaces de vivir con la culpa; una vez que la guerra había terminado, los apodos podían quedar atrás una vez que los soldados volviesen a tomar su vida de civil. Esto explica la proliferación de los nombres de sus personajes que inusualmente se presentaba en la Compañía Easy con los años.
Mientras que los personajes como Sargento Rock y la Compañía Easy' ya no aparecen en su propia historieta mensual actualmente, de vez en cuando aparecerían en otras publicaciones de DC con historias que tenían lugar durante la Segunda Guerra Mundial. Más recientemente, Easy apareció en dos miniserie de historietas limitadas: Entre el infierno y la pared (2003), La profecía (2005) y su propia serie limitada, El Sgto. Rock: El Batallón perdido (2008-2009).

## Los Integrantes CombatientesJoesde la Compañía Easy
Los miembros del núcleo de la Compañía Easy han sido:
- El Skipper: La compañía siempre fue comandada por un oficial, por lo general Rock se refería a él como "el capitán" y con rango de capitán o teniente. Al menos tenía a un comandante en la compañía, un "reencauchado", es mostrado con el rango de mayor.[4]
- Sargento Frank Rock: el "Peleador Top" soldado de alto nivel de NCO de la "Compañía Easy", con el rango de "sargento". Rock fue un trabajador del acero en Pennsylvania que se enlistó en el Ejército de Estados Unidos el día después del ataque a Pearl Harbor. Luego fue ascendido a sargento después de la Batalla del Árbol Stripe Hill, en la que se presentó ante un ataque alemán en solitario después de que matasen a todos los demás en su unidad, lo que le valió el apodo de "Rock de la Easy Company". Fue por lo general representado llevando un cinturón de balas de calibre 50 sobre sus hombros a pesar de la falta de ametralladoras pesadas en la compañía. Rock supuestamente murió "en la última bala disparada en la última batalla en el último día" de la Segunda Guerra Mundial, pero la versión Retcon de la continuidad lo han mostrado que ha sobrevivido a la guerra para convertirse más tarde General.[4]
- Bulldozer: Horacio Eustace Canfield era el segundo al mando (Después de Rock) con el rango de cabo. Era notablemente grande y fuerte. Un personaje anterior llamado Sargento primero Nichols tuvo el apodo de "Bulldozer".) Bulldozer es visto generalmente usando una ametralladora o un rifle automático.[4]
- Wildman: Joseph Shapiro era un profesor de historia antes de la guerra, la guerra misma hizo que se convertía en un salvaje durante la batalla. Se destaca por su brillante barba roja. Su apodo se deriva al convertirse en un "Wildman" cuando participa en la batalla.[4]
- Jackie Johnson: soldado afroamericano y ex campeón de boxeo de peso pesado, cuyo personaje era una amalgama entre Jackie Robinson y Joe Louis. Fue notable como uno de los primeros personajes afroamericanos de las historietas que no fue estereótipado.[4]
- Little Sure Shot: Luis Kiyahani era un francotirador apache que siempre decora su casco con plumas.[4]
- Soldado Ice Cream: Phil Mason era un soldado chaparro cuyo apodo deriva en parte que al estar en combate es estar un ambiente frío, y estar siempre "lo mejor en combate". En historias posteriores al año 2000, su apodo se acorta aún más a "Ice".[4]
- Four Eyes: Un soldado con gafas, un irónicamente, uno de los mejores tiradores.[4]
- Zack: Zack Taylor Nolan uno de los soldados de la compañía especializado en el uso del bazuca. Perdió un brazo en combate, pero regresó para una misión final.[4]
- Long Round y Short Round: Reemplazantes de Zack en el uso de la bazuka, siempre trabajan en equipo.[4]
- Canary: Un soldado conocido por estar siempre silbando en cualquier circunstancia.[4]
- Worry Wart: Un sólido soldado, que constantemente se preocupaba de que si su número estaba de primeras.[4]
- Hot-Head: Un operador de lanzallamas, apodado "cabeza caliente" debido a su temperamento, su pelo rojo y su arma. Su nombre verdadero: Sean O'Grady.[4]
- Beanpole: Llevaba una ametralladora calibre 30 en la Compañía Easy,. a pesar de que era miembro más flaco de la Compañía.[4]
- Farmer Boy: Se negó a que lo detuviera la guerra para hacer lo que había nacido para hacer.[4]
- Junior: Mintió sobre su edad para enlistarse en el ejército. Nombre real: William West.[4]
- Lonesome: Era un chico granjero antes de unirse a la Compañía Easy. Sólo quería ir a la guerra para que pudiera regresar con su familia y la cosecha.[4]
- Nick: Nombre real: Nick[4]
- Sunny: Se ganó el apodo de "Sunny", porque siempre estaba sonriendo. Nombre real: Samuel S. Gordon[4]
- Tag-a-Long: Recibió por parte del sargento el apodo de "Tag-a-Long" debido a su sombra. Rock vigilaba cada movimiento suyo para incluirlo en las siguientes misiones en solitario de carácter peligrosas. Nombre real: Thomas[4]
- Wee Willie: Fue llamado Wee Willie debido a lo chaparro.[4]
- Soldado Tin: Un actor que se convirtió en un soldado. Nombre real: Randy Stand.[4]

Esto no incluye a los reemplazos anónimos y personajes que aparecieron una sola vez y que murieron con frecuencia fuera de las historias. Los tenientes de la Compañía Easy, cuando aparecían en absoluto, son asesinados con frecuencia por fuera de las primeras páginas. La columna de cartas en la década de 1980 incluyeron una lista de todos los personajes que fueron introducidos en la serie; varias docenas de nombres de los personajes fueron enumerados, entre ellos algunos soldados anónimos.

## Apariciones en otros medios

### Televisión
- La Compañía Easy aparece en la serie Liga de la Justicia en el episodio Tiempo Salvaje.
- En la serie Arrow aparece mencionado por Amanda Waller donde se refiere a que la Compañía Easy no logró detener a Slade Wilson en uno de sus episodios.